# استان لوآیزا
استان لوآیزا (به اسپانیایی: Provincia de José Ramón Loayza) یک استان‌های بولیوی در بولیوی است که در شهرستان لاپاز (بولیوی) واقع شده‌است. استان لوایزا ۳٬۳۷۰ کیلومتر مربع مساحت و ۴۷٬۲۹۵ نفر جمعیت دارد.